# Dietmar Schauerhammer
Dietmar Schauerhammer (* 12. August 1955 in Neustadt an der Orla) ist ein ehemaliger deutscher Leichtathlet und Bobfahrer. Er war 1984 Doppelolympiasieger im Zweier- und Viererbob.

## Leben

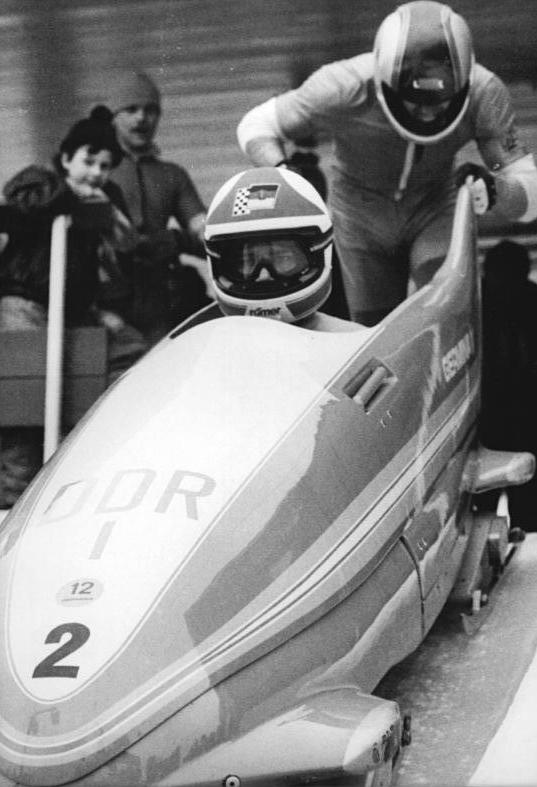
DDR-Meisterschaft März 1985: Dietmar Schauerhammer schiebt den Bob von Wolfgang Hoppe an

Er begann seine Karriere in der Leichtathletik. 1976, 1977, 1979 und 1980 war Dietmar Schauerhammer DDR-Meister im Fünfkampf in der Halle. 1977 wurde er DDR-Vizemeister im Zehnkampf und Zehnter beim Mehrkampf-Europacup. Bei den Europameisterschaften 1978 belegte er den 14. Platz. 1979 gewann er mit der DDR-Mannschaft den Mehrkampf-Europacup (Einzelplatz 8.). Seine Bestleistung von 8054 Punkten stellte der für den SC Motor Jena startende Schauerhammer 1980 auf. Für die Olympischen Spiele in Moskau konnte er sich jedoch nicht qualifizieren.
1981 wechselte er daher zum Bobsport beim ASK Vorwärts Oberhof. Er war Anschieber von Wolfgang Hoppe, mit dem er bei den Bobweltmeisterschaften 1983 Bronze im Zweierbob gewann. 1984 war das erfolgreichste Jahr der beiden Sportler. Bei den Olympischen Winterspielen 1984 in Sarajewo gewannen sie Gold im Zweierbob und im Viererbob – im Viererbob saßen außerdem noch Roland Wetzig und Andreas Kirchner. Der Viererbob wurde 1984 bei den Wahlen zum DDR-Sportler des Jahres zur Mannschaft des Jahres gewählt.
1985 und 1986 wurden Hoppe und Schauerhammer Weltmeister im Zweierbob. 1987 gewannen sie bei den Weltmeisterschaften Silber im Zweierbob und im Viererbob. 1988 wurde Schauerhammer wegen einer Erkrankung als Anschieber im Zweierbob von Bogdan Musiol abgelöst. Jedoch gewann er zusammen mit Hoppe, Musiol und Ingo Voge im Viererbob in einem von einem Sandsturm beeinträchtigten Wettkampf die Silbermedaille bei den Olympischen Spielen 1988 in Calgary.
Wegen einer Rückenverletzung beendete Schauerhammer dann seine Sportkarriere und wurde Verbandstrainer. In den nach der Wende öffentlich gewordenen Unterlagen zum Staatsdoping in der DDR fand sich bei den gedopten Sportlern auch der Name von Schauerhammer.
Dietmar Schauerhammer absolvierte nach einer Ausbildung zum Feinmechaniker ein Sportstudium mit dem Abschluss Diplom-Sportlehrer. Nach der Wiedervereinigung bot man ihm das Amt des Bob-Bundestrainers an, er lehnte jedoch ab und fand Anstellung in der Sportgerätebranche.

## Auszeichnungen
- 1984: Vaterländischer Verdienstorden in Gold
- 1986 und 1988: Stern der Völkerfreundschaft